# اولین استفانز

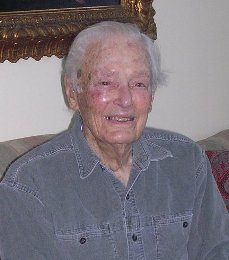
اولین استفانز در سال ۲۰۰۷

اولین استفانز (انگلیسی: Olin Stephens؛ ۱۳ آوریل ۱۹۰۸ – ۱۳ سپتامبر ۲۰۰۸) مهندس اهل ایالات متحده آمریکا و از برندگان جایزه آکادمی ملی علوم بود. او طراح قایق بادبانی در قرن بیستم بود. وی همچنین برای مدتی در انستیتوی فناوری ماساچوست مشغول به کار بود.

## زندگی
استفن در نیویورک متولد شد. در سال ۱۹۲۸ در کارخانه کشتی سازی نوینز کار می‌کرد. او به همراه برادرش با هم در سال ۱۹۲۹ دفتری را در کنار نوینس تأسیس کردند. از زمان بازنشستگی از این شرکت، وی در هانوفر، نیوهمشایر زندگی کرد، جایی که سالهای پایانی خود را صرف نوشتن برنامه‌های رایانه ای برای طراحی قایق بادبانی کرد. وی در سال ۱۹۶۵ به دلیل مشارکت در طراحی قایقرانی، توسط اتحادیه مسابقات قایقرانی آمریکای شمالی جایزه Herreshoff را دریافت کرد. وی با طراحی J-Class Ranger که در سال ۱۹۳۷ انجام داد به دبلیو استارلینگ بورگس کمک کرد تا جام آمریکا را به دست آورد.